# Gerald Edwin Hamilton Barrett-Hamilton

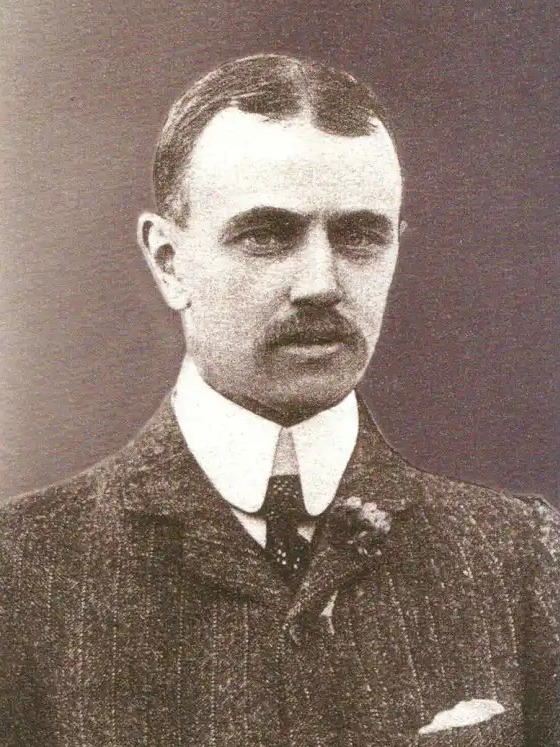
Major Gerald Edwin Hamilton Barrett-Hamilton

Le major Gerald Edwin Hamilton Barrett-Hamilton est un mammalogiste irlandais, né en 1871 et mort en 1914.

## Biographie
Il étudie les sciences au Trinity College (Cambridge) et est diplômé en 1894. En 1896, il devient l'un des commissaires britanniques de la "Bering Sea Fur Seal Commission"; en cette qualité il étudie les phoques et leur chasse dans le Pacifique Nord et la mer de Béring (îles Pribilof). Il visite le Japon, le Kamtchatka et les îles du Pacifique Nord. Il fait paraître plusieurs notes sur ses voyages.
Il publie en 1910 A History of British Mammals. À partir de 1913, il est chargé d’étudier la chasse à la baleine dans l’extrême sud de l’Atlantique. Il contracte alors une pneumonie et en meurt le 17 janvier 1914, à l'âge de 42 ans.

## Sources
- Moffat, C.B., 1914. Major G.E.H. Barrett-Hamilton. The Irish Naturalist 23 (April 1914): 81-93, 1 pl.
- Anonymous, 1914. Obituary: Gerald Edwin Hamilton Barrett-Hamilton. Ibis, 56 (2): 319-321.
- (en) Biographie de l’université du Manitoba (contient des erreurs)